# Ђовениго (Леко)
Ђовениго је насеље у Италији у округу Леко, региону Ломбардија.
Према процени из 2011. у насељу је живело 50 становника. Насеље се налази на надморској висини од 314 м.